# Groenpuntstadion
Het Groenpuntstadion (Engels: Green Point Stadium) of Kaapstad-stadion is een stadion in de wijk Groenpunt in Kaapstad, Zuid-Afrika. Sinds 1 juni 2021 heeft het stadion een nieuwe naam, het DHL Stadium.
Het was een van de stadions die gebruikt werden voor de WK voetbal in 2010. Op 24 juni 2010 werd hier de derde groepswedstrijd tussen Nederland en Kameroen gespeeld, en op 6 juli 2010 vond hier de halve finale tussen Nederland en Uruguay plaats.
Groenpunt ligt aan de voet van Seinheuwel, boven Mouillepunt en vlak bij de Victoria & Alfred Waterfront en het stadscentrum van Kaapstad. Het stadion heeft een capaciteit van 62.000 zitplaatsen. Daarnaast is het stadion verbonden met het water en omringd door een park van 60 ha. In het stadion zijn er 12 liften gebouwd en het biedt plaats aan 120 mensen in een rolstoel. Daarnaast is er in het stadion: vier tv studio's, een medisch centrum, een politiebureau, een ondergrondse parkeergarage voor 1200 auto's en 250 VIP-suites.
Het stadion staat op de plaats waar voorheen een oud stadion met dezelfde naam heeft gestaan, wat een capaciteit had van 18.000 zitplaatsen. Dit vorige stadion was gesloopt in 2007 en werd gebruikt voor verschillende doeleinden.
Na het wereldkampioenschap voetbal zal het stadion voornamelijk gebruikt worden voor voetbal- en rugbywedstrijden.

## Wedstrijden tijdens het WK
| Datum        | Tijd (UTC+2) | Team #1    | Uitslag | Team #2     | Ronde          | Toeschouwers |
| ------------ | ------------ | ---------- | ------- | ----------- | -------------- | ------------ |
| 11 juni 2010 | 20:30        | Uruguay    | 0 – 0   | Frankrijk   | Groep A        | 64.100       |
| 14 juni 2010 | 20:30        | Italië     | 1 – 1   | Paraguay    | Groep F        | 62.869       |
| 18 juni 2010 | 20:30        | Engeland   | 0 – 0   | Algerije    | Groep C        | 64.100       |
| 21 juni 2010 | 13:30        | Portugal   | 7 – 0   | Noord-Korea | Groep G        | 63.644       |
| 24 juni 2010 | 20:30        | Kameroen   | 1 – 2   | Nederland   | Groep E        | 63.093       |
| 29 juni 2010 | 20:30        | Spanje     | 1 – 0   | Portugal    | Achtste finale | 62.955       |
| 03 juli 2010 | 16.00        | Argentinië | 0 – 4   | Duitsland   | Kwartfinale    | 64.100       |
| 06 juli 2010 | 20:30        | Uruguay    | 2 – 3   | Nederland   | Halve finale   | 62.479       |

Soccer City (Johannesburg) · Groenpuntstadion (Kaapstad) · Nelson Mandelabaaistadion (Port Elizabeth) · Moses Mabhidastadion (Durban) · Ellispark (Johannesburg)· Vrystaat-stadion (Bloemfontein) · Loftus Versfeld (Pretoria) · Royal Bafokengstadion (Rustenburg) · Mbombelastadion (Nelspruit) · Peter Mokabastadion (Pietersburg)